# 1952年2月25日日食
1952年2月25日日食是一次日全食，發生於1952年2月25日。新月當天（即朔日），地球上觀測到月球和太阳的角距離極小，此時月球如果恰好在月球交點附近，穿過太阳和地球之間，與地球、太阳接近一直線，則會出現日食。月球本影接觸地表而使該區域完全得不到陽光，就會形成日全食，同時在本影兩側數千公里的半影範圍內遮擋部分陽光，形成日偏食。此次日全食經過了葡屬聖多美和普林西比、法屬赤道非洲、西屬幾內亞、法屬喀麥隆、比屬剛果、英埃蘇丹、沙特阿拉伯、沙特阿拉伯－伊拉克中立区、伊拉克、英屬科威特、伊朗、苏联，日偏食則覆蓋了歐洲、非洲的幾乎全部和亚洲中西部的廣大地區。

## 日食概況

### 出現區域
非洲和巴西之間的大西洋洋面在日出時最先看到日全食，隨後月球本影向東進入幾內亞灣，覆蓋了葡屬聖多美和普林西比的聖多美島後登上非洲大陸，逐漸轉向東北移動，在英埃蘇丹（今屬苏丹的部分）的首府喀土穆東北郊的東尼羅境內達到最大食分。此後本影又跨過紅海，斜貫阿拉伯半岛西北部，經過中东多國後進入苏联境內，最終在日落時分結束於今俄罗斯伊爾庫茨克州境內。全過程中，本影完全覆蓋了兩個首府——葡屬聖多美和普林西比聖多美（今聖多美和普林西比首都）和英埃蘇丹喀土穆（今蘇丹首都）。此外，當時隸屬法屬赤道非洲的今中非共和國首都班基也被本影完全覆蓋，而同樣隸屬法屬赤道非洲的今加蓬利伯维尔位於全食帶南緣，其北郊能看到日環食。
本影經過的陸地包括：
- 葡屬聖多美和普林西比：今聖多美和普林西比的聖多美島；
- 法屬赤道非洲：經過今加蓬北部、刚果共和国北部，自西南向東北斜貫中非中部偏南；
- 西屬幾內亞：今赤道幾內亞大陆大区除北部邊境和西北部海岸外的大部；
- 法属喀麦隆：經過今喀麦隆南部區西南部後自西南向東北斜貫東部區南部；
- 比屬剛果：今刚果民主共和国最西北部的赤道省西北角；
- 英埃蘇丹：自西南向東北斜貫今南蘇丹的西加扎勒河州北部後經過北加扎勒河州西北部，蘇丹的南达尔富尔州東南部、南科爾多凡州西北部，途中擦過有爭議的阿卜耶伊地区極西北角，再經過蘇丹的北科爾多凡州東南部、白尼羅州北部、傑濟拉州西北部，斜貫喀土穆州、尼羅州南部、紅海州，其中最大食分位於喀土穆東北郊的東尼羅境內；
- 沙烏地阿拉伯：麥加省西北部、麥地那省東南部、蓋西姆省西北半部、哈伊勒省東南部、利雅得省極西北角、北部邊疆省西南部、東部省西北部；
- 沙特阿拉伯－伊拉克中立区除東南部外的大部（今分屬沙特阿拉伯和伊拉克）；
- 伊拉克王國：迪瓦尼耶省東南部（今穆薩納省東南部）、巴士拉省除東南部外的大部、濟加爾省東南部、米桑省南部；
- 科威特酋長國：今科威特傑赫拉省西北部；
- 伊朗：胡齊斯坦省中部偏北、洛雷斯坦省東南部、恰哈馬哈勒－巴赫蒂亞里省西北部、伊斯法罕省西部、中央省東南部、庫姆省東南半部、塞姆南省西部、德黑蘭省東部、馬贊德蘭省東部、戈勒斯坦省除西北部外的大部、北呼羅珊省西北部；
- 苏联：
  - 土库曼苏维埃社会主义共和国：經過巴爾坎州東南部，自西南向東北斜貫阿哈爾州西北部和達沙古茲州東南部，經過列巴普州北部；
  - 乌兹别克苏维埃社会主义共和国：斜貫花拉子模州和卡拉卡爾帕克斯坦共和國東南部，經過布哈拉州西北角，斜貫納沃伊州西北部；
  - 哈萨克苏维埃社会主义共和国：斜貫克孜勒奧爾達州西南部、南哈薩克斯坦州北部、江布爾州西北部、卡拉干達州東南部、東哈薩克斯坦州北部；
  - 俄罗斯苏维埃联邦社会主义共和国：經過戈爾諾－阿爾泰自治州（今阿爾泰邊疆區）東南部，斜貫阿爾泰共和國北部，經過克麥羅沃州南部，斜貫克拉斯諾亞爾斯克邊疆區南部（含今哈卡斯共和國南部），經過圖瓦共和國北部後進入伊爾庫茨克州西南部並結束。[3][4]

除了狹窄的全食帶內能看見日全食之外，月球半影覆蓋範圍內都能看到日偏食，包括欧洲除法蘭士約瑟夫地群島外的絕大部分、格陵兰東南部、非洲除南部非洲南部和東南部分島嶼外的大部、西亚、南亚除南部外的大部、中國中西部、蒙古除東部外的大部、缅甸北半部、苏联中西部（今俄罗斯中西部及其他加盟共和國全境）。

### 基本參數
- 類型：日全食
- 食甚中心處（位於英埃蘇丹喀土穆東北郊的東尼羅境內）資料：
  - 時間：1952年2月25日9:11:04.9
  - 地點：15°37.7′N 32°39.3′E / 15.6283°N 32.6550°E
  - 食分：1.0366（全食帶內最大）
  - 日全食持續時間：3分9.4秒

## 觀測
從1952年1月起，多國的天文學家就陸續前往英埃蘇丹的首府喀土穆。美國海軍研究實驗室的觀測隊在當地開展了射电天文学、光譜、日冕的光度、日面邊緣的光譜觀測等多項研究。哈佛大學高海拔天文台和科羅拉多大學的觀測隊則對氫原子光譜中巴耳末系的譜線做了分析。此外，發明了不需要在日全食時就能觀測日冕的日冕儀的法国天文學家貝爾納·費迪南·李奧在觀測完此次日全食後的返程途中，因心臟病發作在埃及開羅去世。

## 相關的日食

### 1950-1953年的日食
月球交替位於相對的月球交點時，以半個交點年（食年），即約177天又4小時間隔出現下列日食。
| 升交點                                          | 升交點                   |          | 降交點                  | 降交點 |
| 沙羅周期                                        | 地圖                     | 沙羅周期 | 地圖                    |        |
| 119                                             | 1950年3月18日 環食       | 124      | 1950年9月12日 全食      |        |
| 129                                             | 1951年3月7日 環食        | 134      | 1951年9月1日 環食       |        |
| 139                                             | 1952年2月25日 全食       | 144      | 1952年8月20日 環食      |        |
| 149                                             | 1953年2月14日 偏食（北） | 154      | 1953年8月9日 偏食（南） |        |
| 註：1953年7月11日的日偏食屬於下一組交點年系列。 |                          |          |                         |        |

### 沙羅周期
沙羅周期長度為18年11天。本次日食屬於沙羅周期139，共包含71次日食，依次為1501年5月17日至1609年7月30日的7次日偏食、1627年8月11日至1825年12月9日的12次全環食（亦稱混合食）、1843年12月21日至2601年3月26日的43次日全食、2619年4月6日至2763年7月3日的9次日偏食，總共歷時1262.11年。其中最長的全食為本周期第39次日食，發生於2186年7月16日，共持續7分29秒，是公元前4000年至公元6000年間持續時間最長的日全食。
下表列舉了1901年至2200年間發生的屬於該周期的日食，是第24至39次：
| 24            | 25            | 26            |
| ------------- | ------------- | ------------- |
| 1916年2月3日  | 1934年2月14日 | 1952年2月25日 |
| 27            | 28            | 29            |
| 1970年3月7日  | 1988年3月18日 | 2006年3月29日 |
| 30            | 31            | 32            |
| 2024年4月8日  | 2042年4月20日 | 2060年4月30日 |
| 33            | 34            | 35            |
| 2078年5月11日 | 2096年5月22日 | 2114年6月3日  |
| 36            | 37            | 38            |
| 2132年6月13日 | 2150年6月25日 | 2168年7月5日  |
| 39            |               |               |
| 2186年7月16日 |               |               |

## 資料來源
1. ↑  樊忠玉. . 中国天文科普网.   [2016-03-26]. （原始内容存档于2014-09-17）.
2. 1 2  Fred Espenak. . NASA Eclipse Web Site.   [2016-03-26]. （原始内容存档于2020-10-23）.（英文）
3. ↑  Fred Espenak. . NASA Eclipse Web Site.   [2016-03-26]. （原始内容存档于2020-10-20）.（英文）
4. ↑  Xavier M. Jubier. .   [2016-03-26]. （原始内容存档于2020-11-29）.（法文）（英文）
5. ↑  Fred Espenak. . NASA Eclipse Web Site.   [2016-03-26]. （原始内容存档于2008-08-29）.（英文）
6. ↑  M. K. Aly. . The Observatory. 1952-04, 72: 63–72  [2016-03-28]. （原始内容存档于2017-04-06）.（英文）
7. ↑  Athay, R. G., Billings, D. E., Evans, J. W., & Roberts, W. O. . 天文物理期刊: 94–111.   [2016-03-28]. （原始内容存档于2017-04-06）.（英文）
8. ↑  . 蒙特利尔大学.   [2016-03-28]. （原始内容存档于2016-03-03）.（英文）（法文）
9. ↑  Fred Espenak. . NASA Eclipse Web Site.（英文）
10. ↑  Fred Espenak. . NASA Eclipse Web Site （英语）.

## 外部連結
- NASA日食專頁（页面存档备份，存于）（英文）
- 可見區域圖和時間統計：由弗雷德·埃斯佩纳克做出的日食預報，NASA/GSFC
  - Google互動地圖呈現的日食範圍
  - 貝塞爾元素
- Google地圖顯示的日全食和日偏食範圍（页面存档备份，存于）（法文）（英文）

| \| \| 日食 \|                            |                              |                                           |
| 上一次日食： 1951年9月1日日食 （日環食） | 1952年2月25日日食 （日全食） | 下一次日食： 1952年8月20日日食 （日環食） |
| 上一次日全食： 1950年9月12日日食         | 1952年2月25日日食 （日全食） | 下一次日全食： 1954年6月30日日食          |
|                                          | 日食                         |                                           |